# American monthly magazine and critical review
American monthly magazine and critical review (abreviado Amer. Monthly Mag. & Crit. Rev.) fue una revista ilustrada con descripciones botánicas que fue editada en los Estados Unidos. Se publicaron 4 números en los años 1817-1818 [1819].